# Missões diplomáticas do Cazaquistão

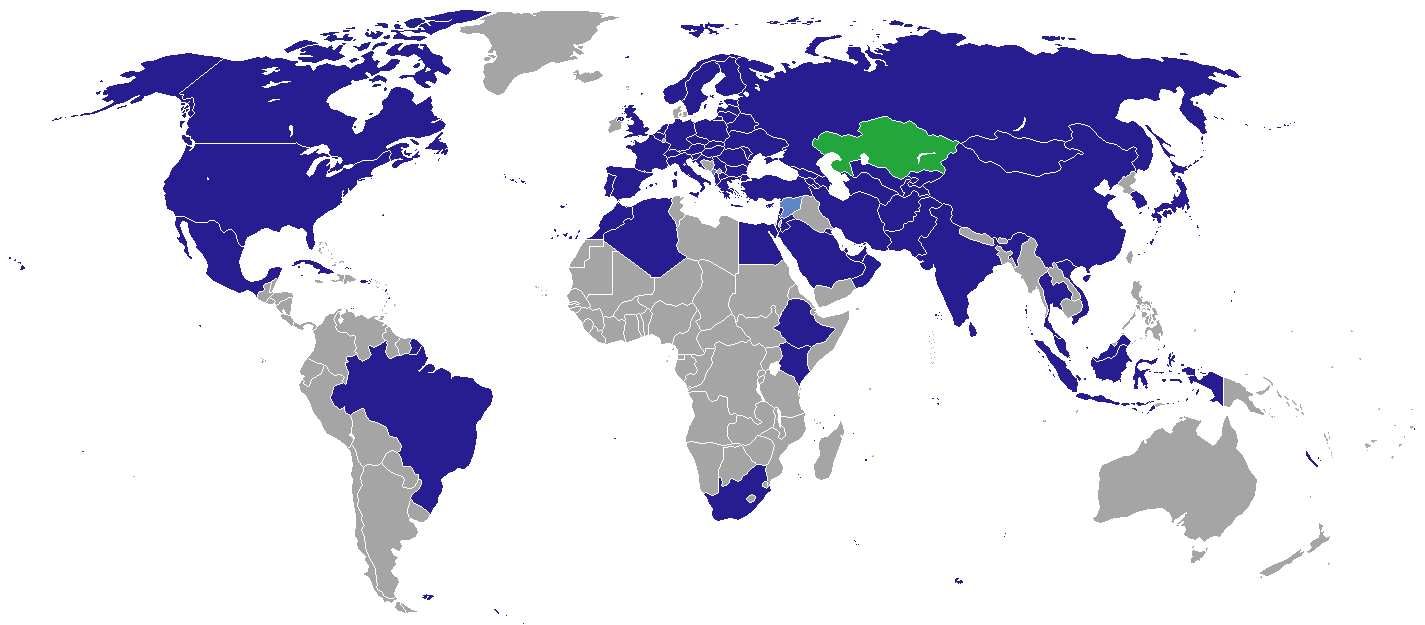
Missões diplomáticas do Cazaquistão.

Abaixo se encontram as embaixadas e consulados do Cazaquistão, excluindo os consulados honorários:

## África
- África do Sul
  - Pretória (Embaixada)
- Egito
  - Cairo (Embaixada)
- Etiópia
  - Adis-Abeba (Embaixada)
- Líbia
  - Trípoli (Embaixada)

## América

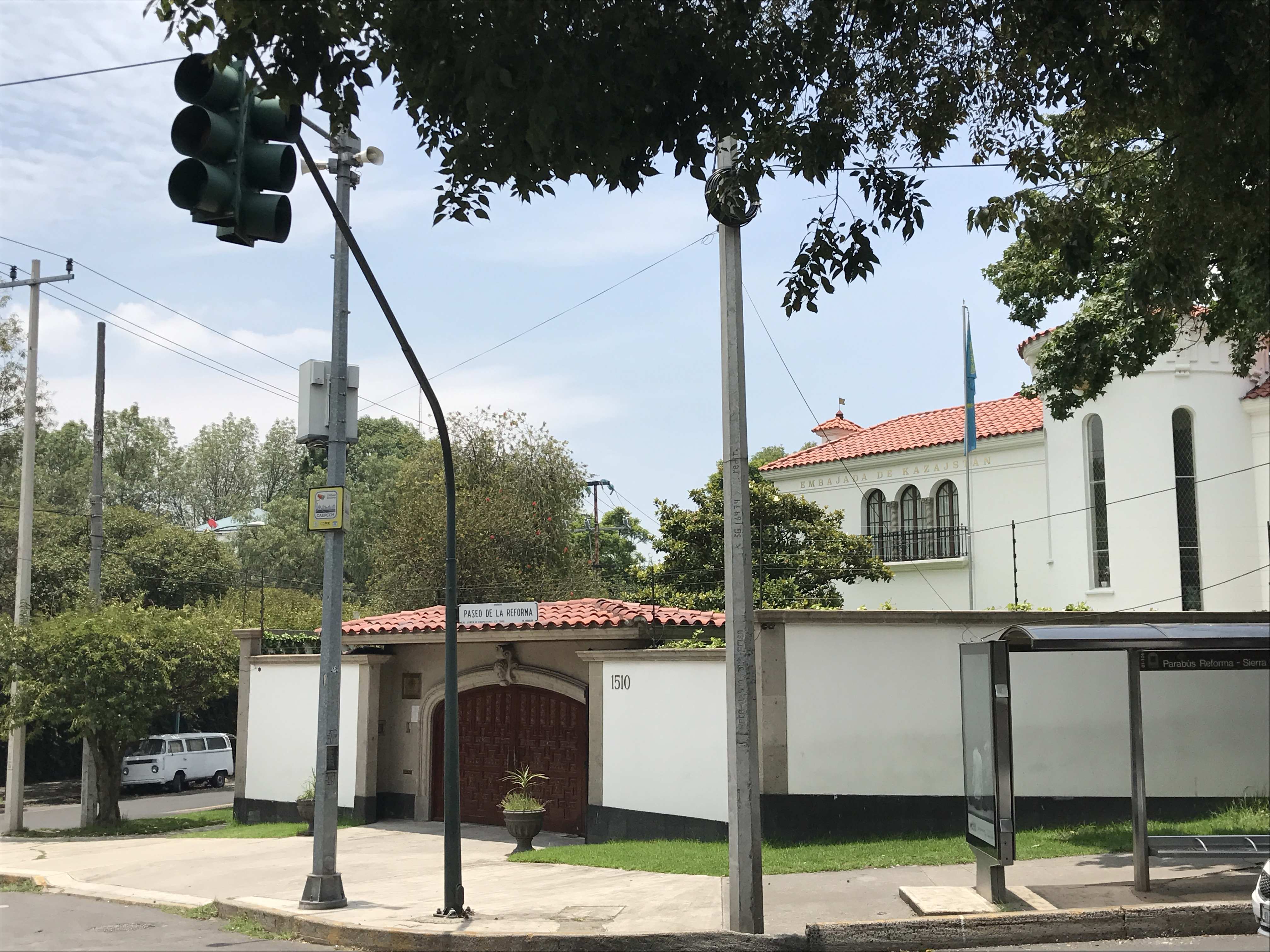
Embaixada do Cazaquistão em Cidade do México.

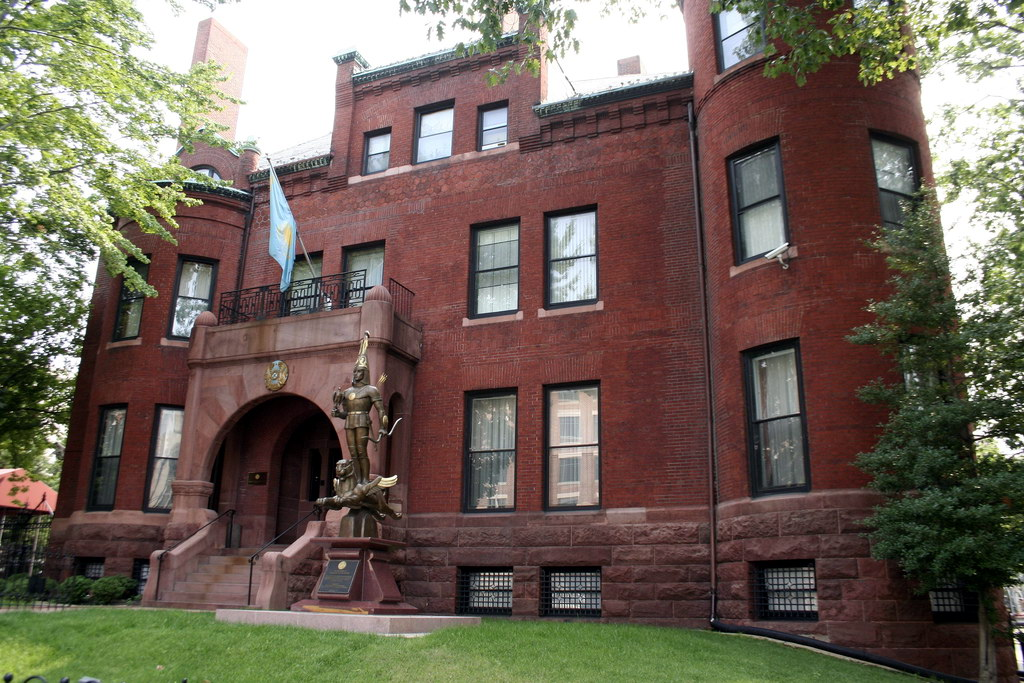
Embaixada do Cazaquistão em Washington, D.C.

- Brasil
  - Brasília (Embaixada)
- Canadá
  - Ottawa (Embaixada)
- Cuba
  - Havana (Consulado)
- Estados Unidos
  - Washington, D.C. (Embaixada)
- México
  - Cidade do México (Embaixada)

## Ásia

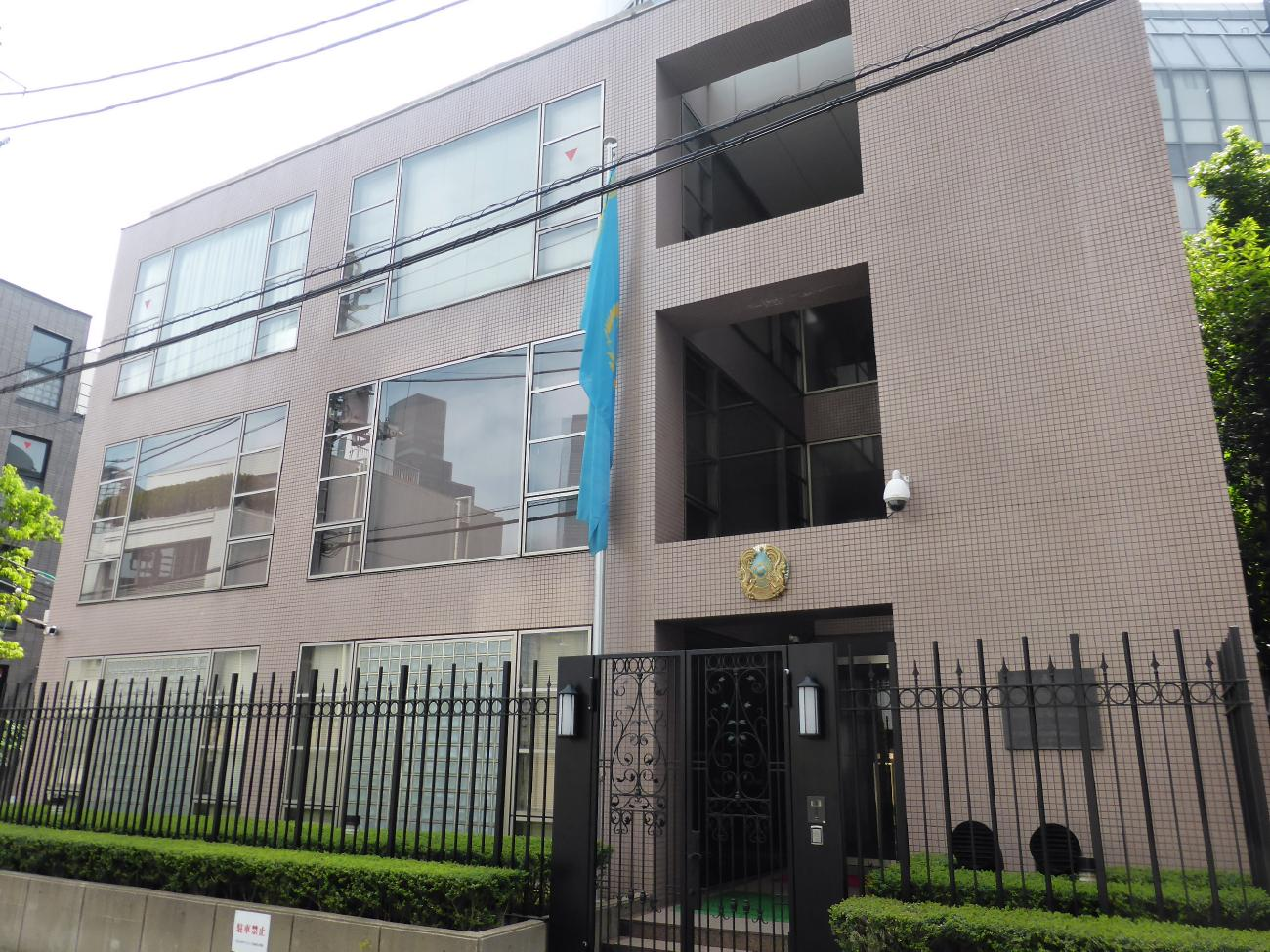
Embaixada do Cazaquistão em Tóquio

- Afeganistão
  - Cabul (Embaixada)
- Arábia Saudita
  - Riade (Embaixada)
- Armênia
  - Erevan (Embaixada)
- Azerbaijão
  - Baku (Embaixada)
- Catar
  - Doha (Embaixada)
- China
  - Pequim (Embaixada)
  - Hong Kong (Consulado-Geral)
  - Xangai (Consulado-Geral)
- Coreia do Sul
  - Seul (Embaixada)
- Emirados Árabes Unidos
  - Abu Dhabi (Embaixada)
  - Dubai (Consulado)
- Geórgia
  - Tbilisi (Embaixada)
- Índia
  - Nova Deli (Embaixada)
- Irão
  - Teerã (Embaixada)
  - Meshed (Consulado)
- Israel
  - Tel Aviv (Embaixada)
- Japão
  - Tóquio (Embaixada)
- Jordânia
  - Amã (Embaixada)
- Líbano
  - Beirute (Embaixada)
- Malásia
  - Kuala Lumpur (Embaixada)
- Mongólia
  - Ulaanbaatar (Embaixada)
- Paquistão
  - Islamabad (Embaixada)
- Quirguistão
  - Bisqueque (Embaixada)
- Singapura
  - Singapura (Embaixada)
- Tailândia
  - Banguecoque (Embaixada)
- Tajiquistão
  - Duchambe (Embaixada)
- Turquemenistão
  - Asgabate (Embaixada)
- Turquia
  - Ancara (Embaixada)
  - Istambul (Consulado)
- Uzbequistão
  - Tashkent (Embaixada)

## Europa
- Alemanha
  - Berlim (Embaixada)
  - Frankfurt (Consulado-Geral)
  - Hanôver (Consulado)
  - Munique (Consulado)
- Áustria
  - Viena (Embaixada)
- Bélgica
  - Bruxelas (Embaixada)
- Bielorrússia
  - Minsk (Embaixada)
- Bulgária
  - Sófia (Embaixada)
- Croácia
  - Zagreb (Consulado)
- Eslováquia
  - Bratislava (Consulado)
- Espanha
  - Madrid (Embaixada)
- França
  - Paris (Embaixada)
- Grécia
  - Atenas (Embaixada)
- Hungria
  - Budapeste (Embaixada)
- Itália
  - Roma (Embaixada)
- Letônia
  - Riga (Consulado)
- Lituânia
  - Vilna (Embaixada)
- Moldávia
  - Chişinău (Consulado)
- Noruega
  - Oslo (Embaixada)
- Países Baixos
  - Haia (Embaixada)
- Polónia
  - Varsóvia (Embaixada)
- Reino Unido
  - Londres (Embaixada)
  - Aberdeen (Consulado)
- Chéquia
  - Praga (Embaixada)
- Roménia
  - Bucareste (Embaixada)
- Rússia
  - Moscou (Embaixada)

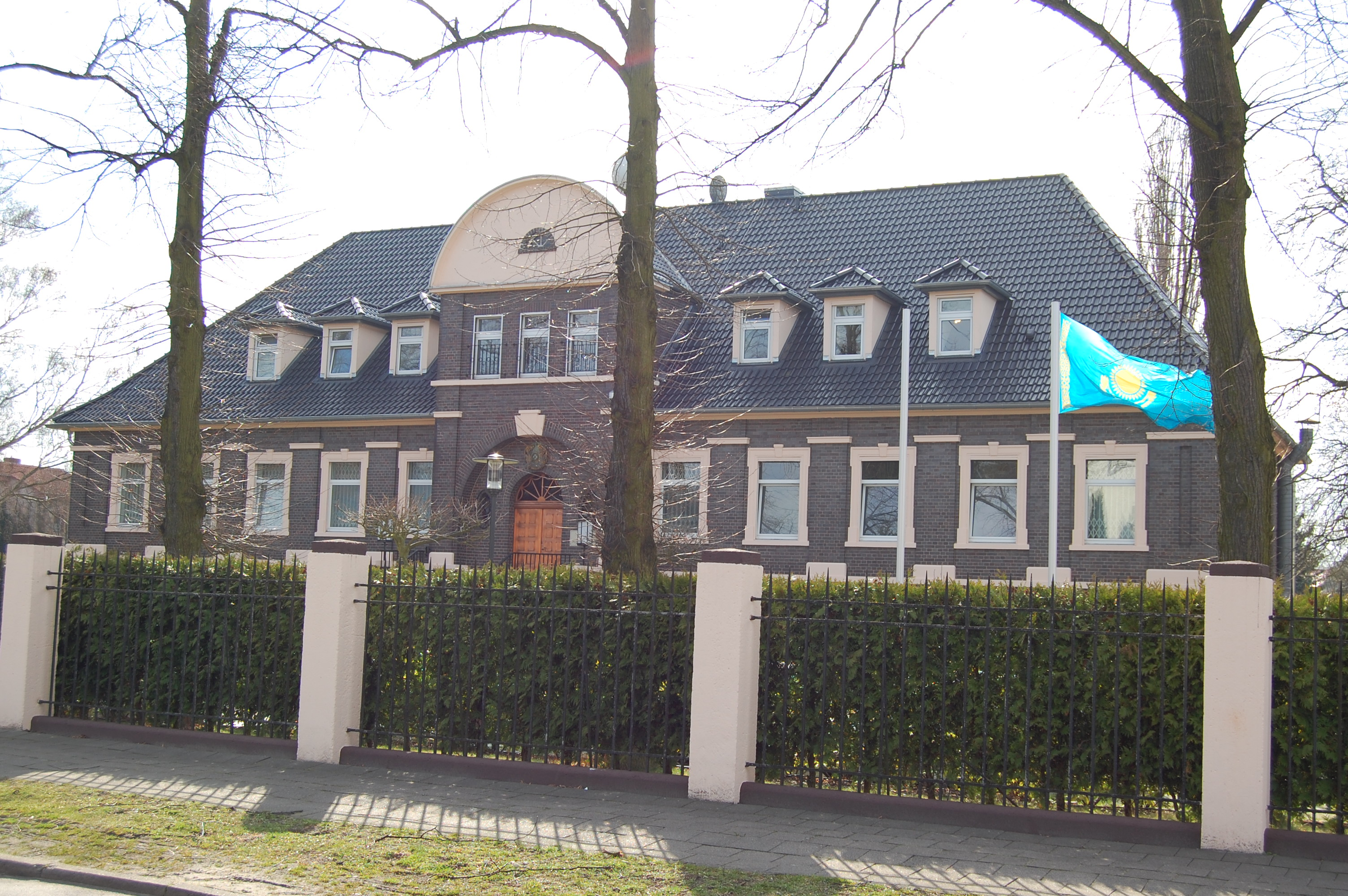
Embaixada do Cazaquistão em Berlim.

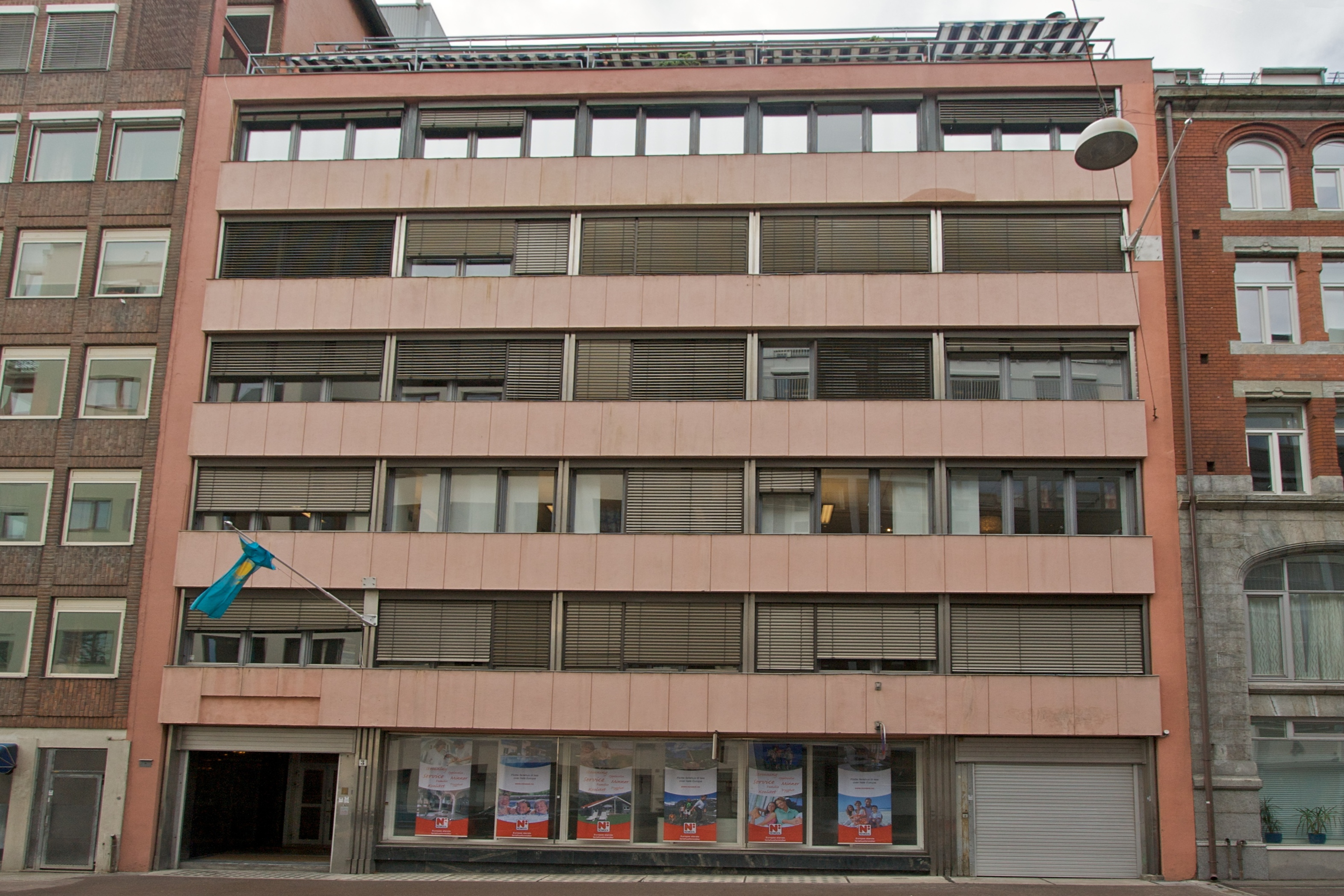
Embaixada do Cazaquistão em Oslo.

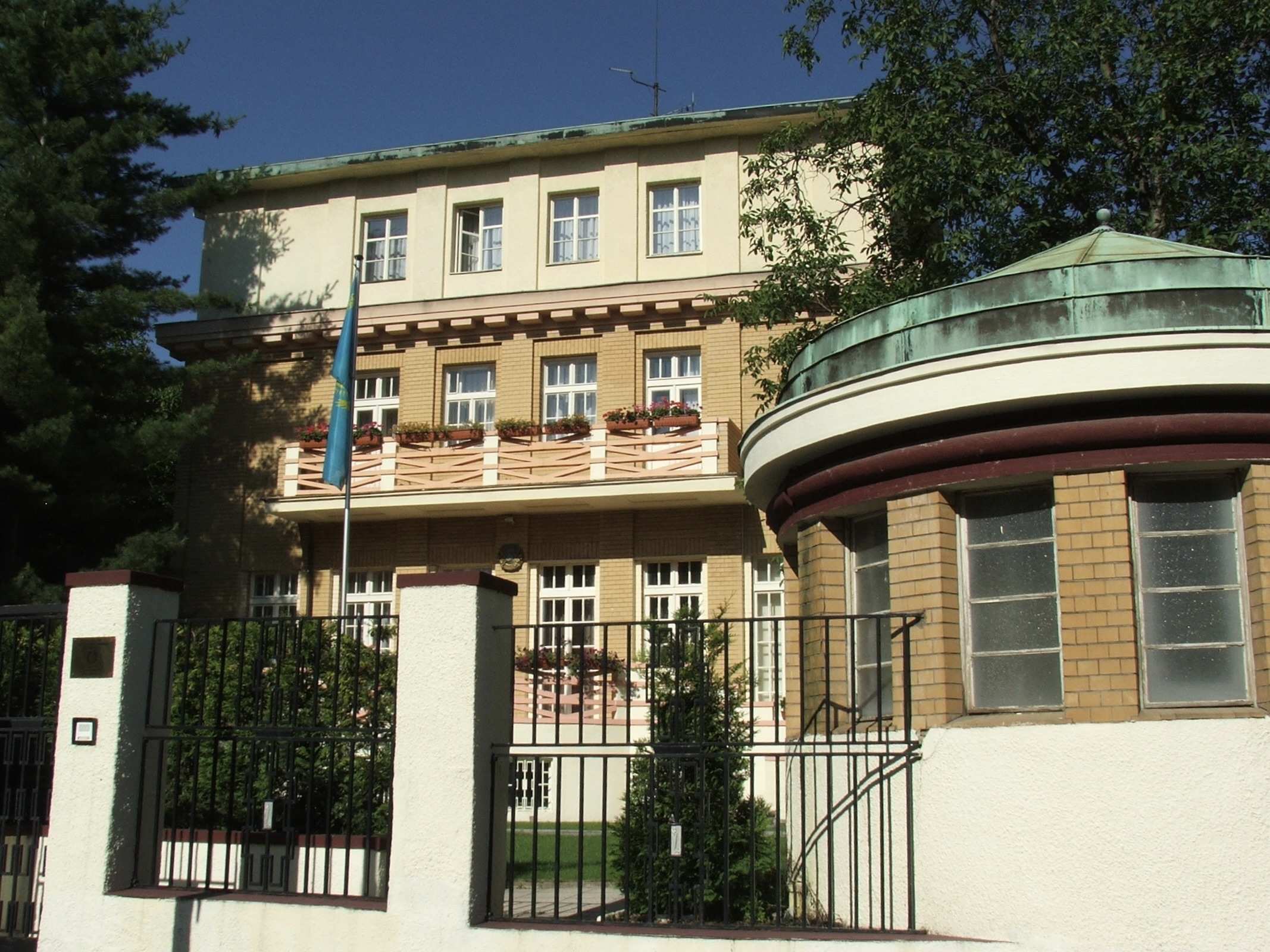
Embaixada do Cazaquistão em Praga.

  - São Petersburgo (Consulado-Geral)
  - Astracã (Consulado)
  - Omsk (Consulado)
- Suíça 
  - Berna (Embaixada)
- Ucrânia
  - Kiev (Embaixada)

## Organizações multilaterais
- Bruxelas (Missão Permanente do Cazaquistão ante a União Europeia)
- Genebra (Missão Permanente do Cazaquistão ante as Nações Unidas e outras organizações internacionais)
- Minsk (Missão Permanente do Cazaquistão ante a Comunidade dos Estados Independentes)
- Nova Iorque (Missão Permanente do Cazaquistão ante as Nações Unidas)
- Paris (Missão Permanente do Cazaquistão ante a Unesco)
- Roma (Missão Permanente do Cazaquistão ante a Organização das Nações Unidas para Agricultura e Alimentação)
- Viena (Missão Permanente do Cazaquistão ante as Nações Unidas)